# Fulvio
Fulvio ist ein italienischer männlicher Vorname.

## Herkunft und Bedeutung
Fulvio ist die italienische Form des römischen Gentilnamens Fulvius.

## Namensträger
- Fulvio Accialini (* 1952), italienischer Filmschaffender und Filmautor
- Fulvio Astalli (1655–1721), italienischer Kardinal und Bischof
- Fulvio Ballabio (* 1954), italienischer Autorennfahrer und Automobilhersteller
- Fulvio Bernardini (1905–1984), italienischer Fußballspieler und -trainer
- Fulvio Bolla (1892–1946), Schweizer Journalist und Politiker
- Fulvio Caccia (* 1942), Schweizer Politiker (CVP)
- Fulvio Collovati (* 1957), italienischer Fußballspieler
- Fulvio Conti (* 1947), italienischer Manager
- Fulvio Fulgonio (1832–1904), italienischer Schriftsteller und Librettist
- Fulvio Lorigiola (* 1959), ehemaliger italienischer Rugbyspieler
- Fulvio Lucisano (* 1928), italienischer Filmproduzent
- Fulvio Marcolin (* 1930), italienischer Filmregisseur
- Fulvio Martini (1923–2003), Admiral der italienischen Marine und von 1984 bis 1991 Chef des Nachrichtendienstes SISMI
- Fulvio Martusciello (* 1968), italienischer Politiker
- Fulvio Melia (* 1956), italienischer Astronom und Astrophysiker
- Fulvio Milani (1885–1945), italienischer Politiker
- Fulvio Orsini (1529–1600), italienischer Späthumanist, Altertumsforscher und Bibliothekar
- Fulvio Ottaviano (* 1957), italienischer Drehbuchautor und Filmregisseur
- Fulvio Pelli (* 1951), Schweizer Politiker (FDP. Die Liberalen)
- Fulvio Roiter (1926–2016), italienischer Fotograf
- Fulvio Salamanca (1921–1999), argentinischer Tangopianist, Bandleader, Arrangeur und Tangokomponist
- Fulvio Scola (* 1982), italienischer Skilangläufer
- Fulvio Sigurtà (* 1975), italienischer Jazzmusiker
- Fulvio Suvich (1887–1980), italienischer Politiker und Diplomat in der Zeit des Faschismus
- Fulvio Tessitore (* 1937), italienischer Philosoph, Historiker und Politiker
- Fulvio Tomizza (1935–1999), italienischer Schriftsteller
- Fulvio Valbusa (* 1969), italienischer Skilangläufer